# Château des Melays
Le château des Melays  est un château situé à Neuvy, en France.

## Localisation
Le château est situé sur la commune de Neuvy, dans le département de l'Allier, en région Auvergne-Rhône-Alpes. 

## Historique
M. de Champfeu acquit en 1790 le domaine des Melays, vendu comme bien national. Il décida dans les années 1840 d'y faire construire un château neuf, dont le gros œuvre fut achevé en 1848. L'architecte en fut probablement Hippolyte Durand, qui travailla au même moment dans d'autres propriétés bourbonnaises. Le parc fut dessiné par le comte Lavenne de Choulot. Vendu en 1865, le château des Meslay fut acquis par Barthélemy de Las Cases pour sa fille, Ofrésie des Michels. Celle-ci, avec son mari, acheva l'aménagement et la décoration intérieure du château, confiés à l'architecte moulinois Jean-Bélisaire Moreau. Le château constitue un rare exemple de château du style néo-Renaissance.
L'édifice est inscrit au titre des monuments historiques en 2016.